# Basilichthys semotilus
Basilichthys semotilus, denominado comúnmente pejerrey andino, es una especie ictícola de la familia Atherinidae. Es endémica de la región andina del Perú.

## Hábitat
Vive en los ríos y lagos de aguas dulces, frías, en altitudes por encima de los 2000 m s. n. m.

## Distribución geográfica
Se encuentran en el centro-oeste de América del Sur, en cuencas lacustres y fluviales pacíficas en los Andes del Perú, desde el río Reque en Lambayeque hasta el río Sama en Tacna.